# Куйгенкольский сельский округ
Куйгенкольский сельский округ — административно-территориальное образование в Жанибекском районе Западно-Казахстанской области.

## Административное устройство
1. село Жаскайрат
2. село Колтабан
3. село Курсай
4. село Онеге